# Brusturi (Neamţ)
Brusturi é uma comuna romena localizada no distrito de Neamţ, na região de Moldávia. A comuna possui uma área de 49.32 km² e sua população era de 3819 habitantes segundo o censo de 2007.